# Ambrose Mandvulo Dlamini
Ambrose Mandvulo Dlamini (Mbabane, Suazilandia; 5 de marzo de 1968-Sudáfrica, 13 de diciembre de 2020) fue un ejecutivo de negocios suazi, además de primer ministro de Suazilandia desde el 27 de octubre de 2018 hasta el día de su fallecimiento dos años después. Antes de su nombramiento, se desempeñó como CEO de Swazi MTN, empresa de telecomunicaciones.
El 27 de octubre de 2018, el rey Mswati III anunció en una reunión en Lobamba que Dlamini sería el próximo primer ministro del país para suceder a Barnabas Sibusiso Dlamini, quien falleció el mes anterior, después de las elecciones de 2018.

## Biografía
Nacido en Mbekelweni, era nieto del príncipe Malunge, hermano del rey Sobhuzy e hijo de Mandvulo.
Se graduó en la Universidad de Eswatini y obtuvo un MBA en Comercio de la Universidad de Hampton. Trabajó en varios bancos, incluido el Bank Standard, llegando a puestos directivos. Luego fue director ejecutivo de Nedbank (2003-2010) y de la compañía de telecomunicaciones MTN Swaziland (2010-2018), que forma parte del grupo MTN en Sudáfrica.
El 28 de octubre de 2018 fue nombrado primer ministro por el rey Mswati III, en reemplazo de Bernabé Sibusiso Dlamini, quien falleció el mes anterior. Juró el 29 de octubre y se convirtió en el jefe de Gobierno más joven en la historia del país.
El 2 de diciembre de 2020 fue evacuado a Johannesburgo para ser tratado de COVID-19, virus del que se había contagiado a mediados de noviembre. Falleció pocos días después, el 13 de diciembre de 2020, en esa misma ciudad.